# Cronologia da pandemia de COVID-19 em abril de 2020
Este artigo documenta a cronologia e epidemiologia do vírus SARS-CoV-2 em abril de 2020, o vírus que causa a COVID-19 e é responsável pela pandemia de COVID-19. Os primeiros casos humanos da COVID-19 foram identificados em Wuhan, China, em dezembro de 2019.

## Cronologia

### 1 de abril
A Albânia registrou 16 novos casos, elevando o número total para 259.
 A Alemanha registrou 5.435 novos casos, elevando o número total para 67.366. O país também registrou 149 mortes, elevando o total para 732.
 O Catar registrou 54 novos casos, elevando o total para 835.
 A China relata 35 novos casos importados.
 A Coréia do Sul confirmou 101 novos casos, elevando o total para 9.887. O número de mortos foi de 165, enquanto 5.560 pessoas haviam se recuperado.
 A Espanha registrou 864 mortes e 102.136 infecções.
 Os Estados Unidos confirmaram um total de mais de 200.000 casos e 4.076 mortes. O Departamento de Estado dos Estados Unidos relatou a morte de dois funcionários locais em missões diplomáticas dos EUA na Indonésia e na República Democrática do Congo.
 As Filipinas relataram 227 novos casos e mais 8 mortes, elevando o número total de casos para 2.311 e as mortes para 96.
 A França registrou 509 novas mortes nas últimas 24 horas, elevando o número total para 4.023.
 Hong Kong relatou que um gato testou positivo para o coronavírus, elevando para três o número total de animais infectados no território.
 A Indonésia relatou 149 novos casos e 21 mortes, elevando o número total de casos para 1.677 e mortes para 157. 103 se recuperaram.
 O Irã confirmou 2.987 novos casos, elevando o total para 47.593. O Irã também registrou 138 mortes, elevando o total para 3.036. O país também informou que 15.473 haviam se recuperado do COVID-19.
 A Irlanda confirmou 212 novos casos, significativamente menos novos do que 31 de março e 14 mortes. Isso deu um total de 3.447 casos confirmados e 85 mortes. Cerca de 1.500 pessoas estavam sendo testadas por dia nesta fase.
 A Itália registrou 4.782 novos casos, elevando o número total para 110.574. O país também registrou 727 mortes, elevando o total para 13.155.
 A Líbia relatou dois novos casos, elevando o total para 10.
 A Malásia confirmou 142 novos casos, elevando o total para 2.908. As autoridades de saúde do país também confirmaram que 108 pacientes haviam se recuperado.
 A Nova Zelândia confirmou que 61 novos casos (47 confirmados e 14 prováveis) foram relatados, elevando o total para 708 (647 confirmados e 61 prováveis).
 O Panamá confirmou 136 novos casos, elevando o número total para 1.317. Várias novas mortes foram relatadas, elevando o número total para 32.
 O Reino Unido registrou 563 mortes nas últimas 24 horas, elevando o número total para 2.352. A pessoa mais jovem do país a morrer do vírus foi um garoto de 13 anos chamado Ismail Mohamed Abdulwahab.
 Singapura confirmou 74 novos casos, elevando o número total para 1.000.
 A Turquia registrou 2.348 novos casos e 63 novas mortes, elevando o número total de mortes para 277.
 A Ucrânia confirmou 149 novos casos e três novas mortes, elevando o número total para 794 e o número de mortes para 20.

### 2 de abril
A Alemanha registrou 6.156 novos casos, elevando o número total para 73.522. O país também registrou 140 mortes, elevando o total para 872.
 A Bélgica registrou um total de 1.001 mortes e 15.348 casos.
 O Canadá registrou 1.115 novos casos, elevando o total para 10.132. O Canadá também relatou 22 novas mortes, elevando o total para 127.
 A Espanha registra um total de 10.003 mortes e 110.238 casos.
 Os Estados Unidos confirmaram um total de mais de 225.000 casos e 5.345 mortes.
 Filipinas registra 11 novas mortes e 332 novos casos, elevando o número total de mortes para 107 e os casos infectados para 2.633.
 A Índia confirmou um total de 50 mortes e 1.965 casos em todo o país.
 O Irã registra 124 mortes, atingindo um total de 3.160. As autoridades de Heath confirmaram 50.468 casos infectados.
 Israel confirmou 31 mortes e 6.211 casos infectados, com 107 em estado grave.
 A Itália registra 760 mortes, elevando o total para 13.915.
 A Malásia confirmou 208 novos casos, elevando o número total de casos para 3.116. O número de mortos no país ficou em 50.
 O Malawi confirmou seus três primeiros casos.
 A Nova Zelândia confirmou 89 novos casos (76 confirmados e 13 prováveis), elevando o total para 797. Dos casos, 92 haviam se recuperado e 13 foram hospitalizados.
 A Palestina confirmou 21 novos casos, elevando o total para 155.
 Os Países Baixos registra 166 mortes, elevando o número de mortos para 1.339. O país também registra 14.697 casos.
 O Reino Unido registra 569 mortes, elevando o total para 2.921. As autoridades de saúde relatam que 163.194 pessoas foram testadas com 33.718 positivas.
 A Rússia registra 771 novos casos, elevando o total para 3.548. Um total de 30 pessoas morreram.
 Singapura confirmou sua quarta morte. Ao mesmo tempo, 49 novos casos foram confirmados, elevando o número total para 1.049.
 O número de mortos na Suíça sobe para 432 e registra 18.267 testes positivos.
 A Ucrânia confirmou 103 novos casos e 2 novas mortes, elevando o número total de casos para 897 e o número total de mortes para 22.
 A Zâmbia relata três novos casos, elevando o total para 39. A Zâmbia também relata sua primeira morte.
- Existem mais de 1.000.000 de casos confirmados no mundo.[3]

### 3 de abril
A Albânia relata 27 novos casos com um total de mortos em 17.
 O Canadá confirma que tem 10.132 casos e 127 mortes.  Somente Ontário registrou 3.255 casos confirmados e 67 mortes.
 A China confirma quatro novas mortes, elevando o número de mortos para 3.322. A China também relata 40 casos assintomáticos do coronavírus.
 A Coréia do Sul registra 86 novos casos, elevando o número total de casos para mais de 10.000. Também há pelo menos 174 mortes, enquanto 27.000 pessoas estão em quarentena.
 O Egito confirma 120 novos casos, elevando o total para 985. O Egito também registra oito novas mortes, elevando o total para 66.
 A Espanha registra 950 mortes, elevando o total para 10.000.
 Os Estados Unidos registram 26.000 novos casos, elevando o total para 228.000. O número de mortos nos EUA chega a 950, elevando o total para 5.374. O estado de Nova York registra 562 mortes, elevando o número de mortos para 2.935.
 A França registra 588 novas mortes, elevando o número total de mortes hospitalares para 5.091. Este número exclui as 1.416 mortes em casas de repouso, elevando o número total de mortes para 6.507.
 A Grécia registra um total de 1.425 casos e 53 mortes.
 As Ilhas Falkland confirmam seu primeiro caso.
 A Índia registra 1.965 casos no total, com muitos casos sendo atribuídos a um tablighi jamaat em Nova Déli realizado em março.
 O índice de mortes na Indonésia sobe para 170, com um total de 1.790 infecções confirmadas.
 O Irã registra 134 novas mortes, elevando o número de mortes para 3.294. Dados oficiais afirmam que 53.183 estão infectados e que 17.935 se recuperaram.
 O Iraque registra oficialmente 772 casos e 54 mortes confirmadas. Este número foi contestado por três médicos, um funcionário do Ministério da Saúde e um alto funcionário político, que alegaram que milhares foram infectados.
 A Itália confirma 766, elevando o total para 14.681. O país também confirmou 2.339 novos casos, elevando o número total para 85.388.
 A Malásia confirmou 217 novos casos, elevando o total do país para 3.333. O país também registra mais três mortes, elevando o número total de mortes para 53.
 A Nova Zelândia confirmou 71 novos casos prováveis e confirmados, elevando o total para 868.
 A Letônia confirmou sua primeira morte relacionada ao coronavírus, uma mulher de 99 anos com várias condições crônicas subjacentes.
 Os Países Baixos registra 1.026 novos casos, elevando o número total para 15.723. O país também confirma mais 148 mortes, elevando o total para 1.487.
 A Palestina confirma 32 casos, elevando o total para 193.
 O Quirguistão relata sua primeira morte pelo novo coronavírus.
 O Reino Unido registra 684 mortes, elevando o total para 3.605. As autoridades de saúde do Reino Unido confirmam que 173.784 foram testadas, sendo 38.168 positivas.
 Singapura confirmou sua quinta morte e 65 novos casos foram confirmados, elevando o número total para 1.114.
 A Suécia registra 612 novos casos, elevando o total para cerca de 6.000. O número de mortos no país chega a quase 333.
 A Ucrânia registrou 175 novos casos, elevando o número total para 1.072, além de 5 novas mortes, elevando o número total para 27.
- Existem mais de 1.090.000 casos confirmados no mundo.[22]

### 4 de abril
A Alemanha registrou 6.082 novos casos, elevando o total para 85.778. O país também registrou 1.158 mortes.
 A China registra 19 novos casos (18 importados e um em Wuhan), elevando o número total de casos confirmados para 81.639. A China também registra quatro novas mortes, elevando o número de mortes para 3.326.
 A Espanha registra 809 novas mortes, eleva a taxa de mortalidade total para 11.744. O número de casos confirmados aumentou para 124.736.
 As Filipinas registram 76 novos casos, elevando o total para 3.094. O país também registra 8 novas mortes, elevando o total para 144.
 A França registra quase 5.400 mortes, incluindo 884 casos anteriormente não relatados em residências.
 A Geórgia confirma sua primeira morte, com o país registrando um total de 157 casos.
 A Indonésia confirma 106 novos casos, elevando o total para 2.092. O país registra 10 novas mortes, elevando o número de mortes para 191.
 O Irã confirma 55.743 casos, dos quais 4.103 estão em estado crítico. O país também registra 158 mortes, elevando o número de mortos para 3.542.
 As autoridades israelenses relatam um número total de 7.428 casos e 41 mortes.
 A Itália confirma 766 novas mortes, elevando o número de mortes para 14.681. A Itália registra 4.585 novos casos, elevando o total para 119.827.
 O Japão relata 118 novos casos em Tóquio, elevando o total para cerca de 3.000. O país também registrou um total de 73 mortes.
 O Kuwait relatou sua primeira morte. O país também registrou 62 novos casos, aumentando o total para 479 casos.
 A Malásia registrou 150 novos casos, elevando o total para 3.486. A Malásia também registrou quatro novas mortes, elevando o total para 57.
 A Nova Zelândia confirmou 82 novos casos (50 confirmados e 32 prováveis), elevando o número total para 950. Foi relatado que 127 pessoas haviam se recuperado e que mais de 3.600 haviam sido testadas na sexta-feira.
 Os Países Baixos confirmou 164 mortes, elevando o número de mortos para 1.651.
 Portugal confirma um total de 266 mortes e 10.524 casos.
 O Reino Unido registrou um total de mortos em 4.313. Também foram testadas 183.190 pessoas, com 41.903 casos positivos confirmados.
 Singapura confirmou sua sexta morte. Ao mesmo tempo, 75 novos casos foram confirmados, elevando o número total para 1.189.
 O número de casos infectados da Suíça aumentou para 20.278 e o número de mortos aumentou para 540.
 A Turquia registra 69 novas mortes, elevando o total para 425. O país também confirma 2.786 novos casos, elevando o total para 20.921. A Turquia realiza 16.160 testes nas últimas 24 horas.
 A Ucrânia registrou 153 novos casos e 5 novas mortes, elevando o número total para 1.225 e 32, respectivamente.

### 5 de abril
A Albânia registra 28 novos casos, elevando o total para 361. O país registra um total de 20 mortes e 104 recuperações.
 A Alemanha registra um total de 96.092 casos.
 O Canadá registra um total de 258 mortes e 14.426 casos.
 O Catar registra 279 novos casos, elevando o total para 1.604.
 A China relata 39 novos casos (todos menos um importado) e 78 novos casos assintomáticos. China relata uma morte.
 A Coréia do Sul registra 47 novos casos, elevando o total para 10.284. O país registra três mortes, elevando o total para 136.
 A Espanha registra 674 novas mortes, elevando o total para 12.418 mortes. O país registra um total de 130.759 casos.
 Os Estados Unidos registram um total de 311.544 casos. O estado de Nova Iorque também registra 594 mortes, elevando o total para 4.159.
 A Etiópia registra suas duas primeiras mortes, uma mulher de 60 anos e um homem de 56 anos.
 A França registra um total de 90.848 casos. França também registra 357 mortes, elevando o total para 8.078. Existem mais de 28.891 pacientes hospitalizados.
 O Haiti relata sua primeira morte.
 O Irã registra 150 mortes, elevando o total para 3.603. O Irã registrou um total de 58.226 casos, 22.011 recuperações e 4.057 casos críticos.
 A Itália relata um total de 124.632 casos e 525 mortes.
 O Japão registra mais de 130 casos em Tóquio, elevando o número de casos na capital acima de 1.000.
 A Malásia registra 179 novos casos, elevando o número de casos para 3.662.
 A Nova Zelândia registra 89 novos casos (48 confirmados e 41 prováveis), elevando o total para 1.039 (870 confirmados e 169 prováveis). Além disso, foram relatadas mais 29 recuperações, elevando o total para 156.
 O Reino Unido registra 621 mortes, elevando o total para 4.934. Um total de 47.806 pessoas testaram positivo para o coronavírus.
 A Rússia registra 658 novos casos, elevando o total para 5.389. O país também registra um total de 45 mortes.
 São Pedro e Miquelão confirma seu primeiro caso.
 Singapura confirma 120 novos casos, elevando o número total para 1.309. Este é o número mais alto de novos casos em um dia.
 O Sudão do Sul confirma seu primeiro caso.
 A Turquia registra 73 novas mortes e 3.135 novos casos, elevando o número total de mortes para 574 e o número de casos para 27.069.
 A Ucrânia registra 83 novos casos e 5 novas mortes, elevando o número total para 1.308 e 37, respectivamente.
- Existem mais de 1.200.000 casos confirmados no mundo.[40]

### 6 de abril
A Alemanha registra 3.677 novos casos, elevando o total para 95.391.
 Chéquia registra um total de 4.591 casos, 72 mortes e 96 recuperações.
 O Egito relata 149 novos casos, elevando o total para 1.322. O país registra 7 novas mortes, elevando o total para 85 e 259 recuperações.
 Os Emirados Árabes Unidos registram um total de 1.799 casos e dez mortes.
 Os Estados Unidos registram um total de 10.000 mortes e 347.000 casos confirmados. Um tigre malaio chamado Nadia se tornou o primeiro animal no país a ter um resultado positivo para o coronavírus.
 As Filipinas registram 414 novos casos, elevando o total para 3.660. O país também registra 11 mortes, elevando o total para 163 e 73 recuperações.
 A França registra um total de 8.078 mortes, incluindo 6.494 mortes em hospitais.
 A Indonésia registra 218 novos casos, elevando o total para 2.491. O país também registra 11 mortes, elevando o total para 209 e 192 recuperações.
 O Irã registra um total de 3.739 mortes e 60.500 casos.
 O número de mortos na Itália aumenta em 636. O país também registra 3.599 novos casos, elevando o total para 132.547.
 O Kosovo registra duas novas mortes, elevando o total para 3 casos de mortes.
 A Malásia registra 131 novos casos, elevando o total para 3.793. As autoridades da Malásia também relatam 236 novos casos recuperados. Malásia também relata uma nova morte, elevando o número de mortos para 62.
 A Nova Zelândia registra 39 casos confirmados recentemente e 28 prováveis, elevando o total para 1.106 casos confirmados e prováveis.
 O Panamá registrou 112 novos casos e 1 nova morte, elevando o número total para 2.100 e 55, respectivamente.
 O Quênia registrou um total de 158 casos e seis mortes.
 O Reino Unido registra 439 novas mortes, elevando o total para 5.373. O Reino Unido também registra um total de 51.608 casos.
 A Romênia registrou um total de 4.057 casos e 157 mortes.
 A Rússia registra 954 novos casos, elevando o total para 6.343. O país registra um total de 47 mortes.
 São Tomé e Príncipe relataram seus 4 primeiros casos.
 Singapura confirmou 66 novos casos, elevando o número total para 1.375. Dos novos casos, 35 foram vinculados a aglomerados em dormitórios estrangeiros.
 A Suíça registra um total de 584 mortes e 21.652 casos.
 A Tailândia relata 51 novos casos, elevando o total para 2.220. O país também relata três novos casos, elevando o total para 26.
 A Turquia registra 3.148 novos casos, elevando o total para 30.217. O país também registra 75 mortes, elevando o total para 649.

### 7 de abril
A Abecásia confirma seu primeiro caso.
 A Alemanha registra 3.834 casos, elevando o total para 99.225. O número de mortos no país também aumentou 173, para 1.607.
 Artsaque confirma seu primeiro caso.
 O Brasil registra um total de 13.717 casos e 667 mortes.
 O Canadá registra 1.241 novas mortes, elevando o total para 17.063. O país também registrou um total de 345 mortes.
 O Catar registra 225 novos casos, elevando o total para 2.057. O país registra seis mortes.
 A China não registra nenhuma nova morte por coronavírus pela primeira vez desde que começou a publicar números no Covid-19 no ano passado. As autoridades chinesas também relatam 32 novos casos importados e 30 novos casos assintomáticos, elevando o total para 1.033.
Nos Estados Unidos, o estado de Nova York registra 731 novas mortes, elevando o número de mortes nesse estado para 5.489.
 Filipinas relata 104 novos casos, elevando o total para 3.764. O país também registra 14 novas mortes, elevando o total para 177.
 A França registra mais de 10.000 óbitos, incluindo 7.091 óbitos hospitalares e 3.237 óbitos em casas de repouso.
 A Indonésia registra 247 novos casos, elevando o total para 2.738. O país também registra 12 novas mortes, elevando o total para 221. Além disso, 204 pessoas se recuperaram.
 O Irã registra 2.089 novos casos, elevando o total para 62.589. O país também registra 133 mortes, elevando o total para 3.872.
 A Malásia registra 170 novos casos, elevando o total para 3.963. As autoridades de saúde também relatam uma morte, elevando o número de mortos para 63. Além disso, 80 pacientes se recuperaram, elevando o número total de recuperações para 1.321.
 A Nova Zelândia registra 54 novos casos, elevando o total para 1.160. 241 pessoas também se recuperaram.
 A Rússia registra 1.154 novos casos, elevando o total para 7.497. O país também registra 11 novas mortes, elevando o número de mortos para 58.
 Singapura confirma 106 novos casos, elevando o número total para 1.481.
 A Suíça registra um total de 641 mortes e 22.242 casos.
 A Turquia registra 3.892 novos casos, elevando o total para 34.109. O número de mortos aumentou de 76 para 725, enquanto o país registrou um total de 150 recuperações.
- Existem mais de 1.300.000 casos confirmados no mundo e 74.500 mortes.[56]

### 8 de abril
A Alemanha registra 254 novas mortes, elevando o total para 1.864. O país registra um número total de 103.228 casos.
 Bangladesh registra um total de 218 casos e 20 mortes.
 A Bielorrússia registra 205 novos casos, elevando o total para 1.066. O país registrou um total de 13 mortes.
 A Chéquia registra um total de 5.000 casos e 195 mortes.
 A China registra 62 novos casos (quase todos importados), elevando o número total de casos importados para 1.042. A China registrou um total de 81.082 casos desde o início do surto.
 O Egito registra 9 novas mortes, elevando o número de mortos para 94. O país também registra um total de 1.450 casos.
 O Emirado de Dubai , que faz parte dos Emirados Árabes Unidos, registra um total de 2.659 casos e 12 mortes.
 Os Estados Unidos registram 400.000 casos confirmados e um total de 12.900 mortes.
 A Etiópia registra um total de 52 casos e duas mortes.
 As Filipinas registram 106 novos casos, elevando o total para 3.870. O país também registra cinco mortes, elevando o número de mortos para 182. Filipinas registra 12 novas recuperações, elevando o total para 96.
 A França registra 541 novas mortes em hospitais, elevando o número de mortes para 10.869. As autoridades francesas também relatam 7.148 pessoas em terapia intensiva.
 A Indonésia registra 218 novos casos, elevando o total para 2.956. A Indonésia também registra 19 novas mortes, elevando o total para 240. 222 se recuperaram.
 O Irã registra 121 novas mortes, elevando o número de mortes para 3.993. O país também registra 1.997 novos casos, elevando o total para 64.586. O Irã também registra 3.956 pessoas infectadas.
 Israel relata 156 novos casos, elevando o total para 9.400. O país também registra seis novas mortes, elevando o total para 71. 147 estão em estado crítico, enquanto 801 se recuperaram.
 O Japão registra 144 novos casos em Tóquio, elevando o número total de casos para 4.768. O país registrou um total de 98 mortes.
 A Malásia registra 156 novos casos, elevando o número total para 4.119. O país também registra mais duas mortes, totalizando 65 mortes.
 Mianmar registra um total de 22 casos e três mortes.
 A Nova Zelândia registra 50 novos casos (26 confirmados e 24 prováveis), elevando o total para 1.210. Foram relatadas 41 novas recuperações, elevando o total para 282.
 O Paquistão registra um total de 3.546 casos, 57 mortes e 458 recuperações.
 O Peru registra um total de 107 mortes e 2.954 casos confirmados.
 A Polônia confirma um total de mais de 5.000 casos. O país também registra 22 novas mortes, elevando o total para 435. A Polônia já testou 100.000 pessoas.
 O Reino Unido registra 938 novas mortes, elevando o número de mortes para 7.097.
 A Rússia registra 1.175 novos casos, elevando o total para 8.672. Cinco novas mortes relatadas, elevando o total para 63.
 Singapura confirma 142 novos casos, elevando o número total para 1.623. Além disso, uma pessoa foi posteriormente confirmada como tendo COVID-19 após sua morte, elevando o número de mortos para 7.
 Somália relata sua primeira morte. As autoridades também relataram quatro novos casos, elevando o total para 12.
 A Suíça registra um total de 705 mortes e 22.789 casos.
 A Tailândia registra três novas mortes, elevando o número de mortos para 30. O país tem um total de 2.369 casos.
 A Turquia relata um total de 38.226 casos confirmados, 812 mortes relacionadas e 1.846 casos recuperados. As autoridades de saúde turcas também realizaram 24.9900 testes.

### 9 de abril
O Brasil relata seu primeiro caso entre os Yanomami na Amazônia: um garoto de 15 anos.
 O Canadá registra um total de 19.774 casos. As autoridades canadenses relatam um total de 461 mortes.
 As autoridades chinesas da cidade de Suifenhe, no nordeste do país, relatam 40 novos casos, todos cidadãos chineses que retornaram da região vizinha da Rússia.
 A Coréia do Sul registra 39 novos casos, elevando o total para 10.423. O país também registra quatro mortes, elevando o total para 204.
 O Egito relata 139 novos casos, elevando o total para 1.699. As autoridades egípcias também relatam 15 novas mortes, elevando o total para 115.
 A Espanha registra 683 novas mortes, elevando o número de mortes para 15.238. O país registra um total de 152.446 casos.
 Os Estados Unidos registram mais de 15.000 mortes relacionadas ao coronavírus.
 A Hungria registra um total de 980 casos confirmados e 66 mortes.
 A Irlanda registra 500 novos casos, elevando o total para 6.574. O número de mortos na Irlanda sobe de 235 para 265.
 A Malásia registra 109 novos casos e duas novas mortes, elevando o número total de casos e mortes para 4.228 e 67, respectivamente. O país também relata que 72 pessoas estão em terapia intensiva, mas que 121 pessoas foram dispensadas.
 A Nova Zelândia registra 29 novos casos (23 confirmados e 6 prováveis), elevando o total para 1.239 (992 confirmados e provável 247). O país também registra 35 novas recuperações, elevando o total para 317.
 Os Países Baixos registram 1.213 novos casos, elevando o total para 21.762. As autoridades neerlandesas registraram um total de 2.396 mortes.
 O Paquistão tem um total de 3.713 casos confirmados e 62 mortes.
 O Reino Unido registra 881 novas mortes, elevando o total para 7.987. As autoridades britânicas também testaram um total de 243.321 pessoas, com 65.077 positivos.
 A Rússia registra 1.459 novos casos, elevando o total para mais de 10.000. O país também registra 13 mortes, elevando o total para 76.
 Singapura confirma 287 novos casos, elevando o número total para 1.910.
 A Turquia registra 96 novas mortes, elevando o total para 908. A Turquia também confirma 4.056 novos casos, elevando o total para 42.282.
 O Vietnã anuncia que 15.461 pessoas, incluindo 1.000 profissionais de saúde vinculados a um surto de coronavírus em um hospital de Hanói, foram todos negativos para a doença.
- Existem mais de 1.500.000 casos e 90.000 mortes no mundo.[65]

### 10 de abril
A África registrou um total de quase 11.000 casos e 562 mortes.
 Bangladesh registra um total de 27 mortes e 424 casos.
 O Brasil registra um total de 19.638 casos e 1.056 mortes. As autoridades de saúde brasileiras também informam que o adolescente Yanomani infectado morreu de coronavírus.
 A China registra 42 novos casos (38 deles importados), elevando o total para 81.907. As autoridades chinesas também relatam uma morte, elevando o número de mortos para 3.336. Outros 1.169 casos suspeitos ou aqueles que apresentaram resultado positivo, mas não apresentaram sintomas, estão sendo monitorados. Mais de 77.000 se recuperaram.
 A Coréia do Sul registra 27 novos casos, elevando o total para 10.450. O país tem um total de 208 mortes.  Além disso, as autoridades de saúde relataram que 91 pessoas que se pensou ter se recuperado apresentaram sintomas do coronavírus.
 O Equador registra 2.196 novos casos, elevando o total para 7.161. O país também confirmou 297 mortes e outras 311 mortes prováveis como resultado do Covid-19.
 A Espanha registra 4.566 novas mortes, elevando o total para 15.843. O país registra 4.576 novos casos, elevando o total para 157.022.
 Os Estados Unidos registraram mais de 16.500 mortes. A Cadeia do Condado de Cook, em Chicago, registra 450 casos entre funcionários e reclusos.
 As Filipinas registram 119 novos casos, elevando o total para 4.195. O país também registra 18 novas mortes, elevando o total para 221.
 A França registra 987 mortes, elevando o número de mortos para 13.917. A Marinha Francesa relatou 50 casos a bordo do porta-aviões Charles De Gaulle.
 A Hungria registra 210 novos casos, elevando o total para 1.190. O país registrou um total de 77 mortes.
 O Iêmen confirma seu primeiro caso de coronavírus em Hadhramaut.
 O Irã registra 122 novas mortes, elevando o total para 4.232. O país também registra 1.972 novos casos, elevando o total para 68.912, com 3.969 em estado crítico.
 A Itália relata a morte de 100 médicos.
 O Japão registra um total de 6.003 casos e 99 mortes.
 A Malásia registra 118 novos casos, elevando o total para 4.346 casos e 70 mortes. As autoridades da Malásia também relataram que 222 pacientes receberam alta, elevando o número total de recuperações para 1.830 (ou aproximadamente 42% dos pacientes).
 O México registra duas novas mortes, elevando o número de mortes para 194.
 A Nova Zelândia registra 44 novos casos (23 confirmados e 21 prováveis), elevando o total para 1.283 (1.015 confirmados e 267 prováveis). As autoridades de saúde da Nova Zelândia também registraram 56 novas recuperações, elevando o total para 373. Além disso, a Nova Zelândia registra sua segunda morte, uma mulher de Christchurch nos seus 90 anos.
 Os Países Baixos registram 1.335 novos casos, elevando o total para 23.907. O país registra 115 mortes, elevando o total para 2.511.
 O Paquistão registra um total de 3.817 casos, 67 mortes e 712 recuperações.
 O Reino Unido registra 980 novas mortes (886 na Inglaterra), elevando o total para 8.958 (8.114 na Inglaterra).
 A Rússia registra 1.786 novos casos, elevando o número total para 11.917. O país também registra 18 novas mortes, elevando o número de mortes para 94.
 Singapura confirma 198 novos casos, elevando o número total para 2.108. Outra morte também é confirmada, elevando o número de mortos para 7.
 A Suíça registra um total de 805 mortes e 24.308 infecções.
 Taiwan relata dois novos casos, elevando o total para 382. As autoridades de Taiwan também relatam a sexta morte do país.
 A Tailândia relata 50 novos casos e uma morte, elevando o número total de casos para 2.473 e o número de mortes para 33.
 Timor Leste relata o seu segundo caso. O país registrou seu primeiro caso em 21 de março, que se recuperou desde então.
 A Turquia registra 4.747 novos casos, elevando o total de 47.029. O país registra 98 novas mortes, elevando o total para 1.006. A Turquia também registra 281 recuperações, elevando o número total para 2.423.
- Existem mais de 1.600.000 de casos e mais de 100.000 mortes no mundo.[68]

### 11 de abril
A Armênia registra 966 casos no total e 13 mortes no total.
 A Bielorrússia registra um total de 23 mortes e 2.226 casos.
 O Brasil registra um total de 1.056 óbitos e 19.638 casos.
 O Canadá registra 1.316 novos casos, elevando o total para 22.559. As autoridades canadenses também relatam 69 novas mortes, elevando o total para 600.
 O Cazaquistão registra dez casos no campo petrolífero de Tengiz.
 A China registra 46 novos casos (incluindo 42 envolvendo viagens ao exterior), elevando o total para 81.953. As autoridades chinesas também relatam três novos casos, elevando o número de mortos para 3.339. A China também relata 34 novos casos assintomáticos.
 A Espanha registra 4.830 novos casos, elevando o total para 161.852. As autoridades espanholas também relataram 510 mortes, elevando o total para 16.353.
 Os Estados Unidos registram um total de 20.071 mortes e 522.000 casos. O estado de Nova York registra 783 novas mortes, elevando o número de mortes para 8.600.
 As Filipinas registram 233 novos casos, elevando o total para 4.428. 26 novas mortes, elevando o total para 247. 17 pacientes se recuperaram, elevando o número total de recuperações para 157.
 A França registra 353 mortes em hospitais e 290 em lares de idosos, elevando o número de mortos para 13.832.
 A Indonésia registra 330 novos casos, elevando o total para 3.842. As autoridades indonésias também relataram 21 mortes, elevando o número de mortos para 237.
 O Irã registra 1.837 novos casos, elevando o total para 70.029. As autoridades iranianas também relatam 125 novas mortes, elevando o número de mortos para 4.357.
 Israel relata um total de 101 mortes e 10.743 casos. Dos infectados, 175 estão em estado grave, 129 em ventilação, 154 em estado moderado e 7.000 em hospital. 1.341 se recuperaram do coronavírus.
 A Itália registra 619 novas mortes, elevando o total para 19.468. O país registrou um total de mais de 150.000 casos.
 A Malásia registra 184 novos casos, elevando o total para 4.530. As autoridades de saúde também relataram três novas mortes, elevando o total para 73. Segundo as autoridades da Malásia, 44% dos casos se recuperaram.
 Os Países Baixos registram 1.316 novos casos, elevando o total para 24.413. As autoridades holandesas relatam 132 novas mortes, elevando o número de mortes para 2.643.
 A Nova Zelândia registra 29 novos casos (20 confirmados e 9 prováveis), elevando o total para 1.312 (1.035 confirmados e 276 prováveis). O país também registra 48 novas recuperações, elevando o total para 422. Além disso, as autoridades relatam duas novas mortes, elevando o total para quatro.
 O Paquistão registra 190 novos casos, elevando o total para 4.788. As autoridades de saúde também relataram cinco novas mortes, elevando o total para 71. O Paquistão registrou 50 pacientes em condições críticas e 762 recuperações.
 O Reino Unido registra 917 mortes, elevando o número de mortos para 9.875. 269.598 foram testados com 78.991 positivos.
 A Rússia registra 1.667 novos casos, elevando o total para 13.584. As autoridades russas também relataram 12 novas mortes, elevando o total para 106.
 Saba confirma seu primeiro caso.
 Singapura registra 191 novos casos, elevando o número total para 2.299. O país também relatou mais uma morte, elevando o número de mortos para 8.
 A Suíça registra um total de 831 mortes e 24.900 casos.
 A Tailândia relata duas novas mortes, elevando o número de mortos para 35. As autoridades tailandesas também relatam 45 novos casos, elevando o total para 2.518 e 1.135 recuperações.
- Existem mais de 1.700.000 milhões casos confirmados no mundo.[74]

### 12 de abril
A África do Sul registra 145 novos casos, elevando o total para 2.173.
 O Canadá registra 74 novas mortes, elevando o total para 674. As autoridades canadenses registram um total de 23.719 casos.
 A China registra 99 novos casos (97 casos no exterior), elevando o total para 82.052. O número de mortos é de 3.339.
 A Espanha registra 619 mortes, elevando o total para 16.972. As autoridades espanholas relatam um total de 166.019 casos.
 As Filipinas registram 50 novas mortes, elevando o número de mortes para 297. As autoridades também registraram 220 novos casos, elevando o total para 4.648. 40 pacientes se recuperaram, elevando o total para 197.
 A França registra um número de mortes de 14.393.
 A Guatemala registra 16 novos casos, elevando o total para 153. O país registrou um total de três mortes.
 Hong Kong registrou um total de quatro mortes e 1.005 casos.
 A Indonésia registra 399 novos casos, elevando o total para 4.241. As autoridades de saúde relatam 42 mortes, elevando o total para 373.
 O Irã registra 117 mortes, elevando o total para 4.474. As autoridades iranianas relatam 71.686 casos.
 A Itália registra 431 mortes, elevando o número de mortes para 19.899. O país também registra 156.363 infecções, das quais 34.211 se recuperaram.
 A Malásia registra um total de 153 novos casos, elevando o total para 4.683. Mais três mortes foram relatadas, elevando o total para 76.
 A Nova Zelândia registra 18 novos casos (14 confirmados e 4 prováveis), elevando o total para 1.330 (1.049 confirmados e 281 prováveis). As autoridades de saúde também relataram 49 novas recuperações, elevando o total para 471.
 Os Países Baixos registram 1.188 novos casos, elevando o total para 25.587. As autoridades holandesas relatam 94 mortes, elevando o total para 2.737.
 O Reino Unido registra 737 novas mortes, elevando o total para 10.612.
 A Rússia registra 2.186 novos casos, elevando o total para 17.770. As autoridades russas relatam 23 mortes, elevando o total para 130.
 Singapura registra 233 novos casos, elevando o número total para 2.532.
 A Somália relata sua segunda morte: Ministro da Justiça Khalif Mumin Tohow.
 A Tailândia registra 33 novos casos, elevando o total para 2.551. As autoridades tailandesas relatam três novas mortes, elevando o total para 38.
 A Turquia registra 4.789 novos casos, elevando o total para 56.956. O país também registra 1.198 mortes e 3.446 recuperações.
 A Ucrânia registra 266 novos casos e 10 novas mortes, elevando o número total para 2.777 e 83 respectivamente. Além disso, 89 pacientes se recuperaram.
- Existem mais de 109.000 mortes.[81]

### 13 de abril
A África do Sul registra 99 novos casos, totalizando 2.272. As autoridades sul-africanas relataram duas mortes, elevando o número de mortos para 27.
 A Alemanha registra 2.537 novos casos e 126 mortes, elevando o total para 123.016 e 2.799, respectivamente.
 Burundi relata sua primeira morte e um total de cinco casos.
 O Canadá registra um total de 734 mortes e 24.804 casos.
 A China relata 108 novos casos, com exceção de dez casos importados.
 A Coréia do Sul registra 25 novos casos.
 A Espanha registra 517 mortes, elevando o número de mortes para 17.489. As autoridades espanholas relatam um total de 169.496 casos.
 Nos Estados Unidos, a Associated Press informou que mais de 3.600 mortes foram relacionadas a surtos de coronavírus em lares de idosos e instituições de longa permanência. Nova York relata 671 novas mortes, elevando o número de mortes do estado para 10.056. Segundo dados divulgados pela Universidade Johns Hopkins, houve 23.070 mortes, 572.169 casos confirmados e 42.324 recuperações nos Estados Unidos.
 A França registra 574 mortes, elevando o total para 14.967. 6.821 pacientes permanecem em terapia intensiva.
 A Indonésia registra 316 novos casos, elevando o total para 4.557. As autoridades japonesas relataram 26 mortes, elevando o total para 399.
 O Irã registra 111 novas mortes, elevando o total de 4.585. As autoridades iranianas registraram 1.617 casos, elevando o total para 73.303. 3.877 permanecem em estado crítico, enquanto 45.983.
 Israel registra 11 mortes, elevando o número de mortos para 116. As autoridades israelenses registram 11.586 casos, incluindo 183 em estado grave e 132 em ventiladores.
 A Malásia registra 134 novos casos, elevando o total para 4.817. As autoridades da Malásia relataram uma nova morte, elevando o número de mortos para 77. 168 recuperados, elevando o total para 2.276.
 A Nova Zelândia registra 19 novos casos (15 confirmados e 4 prováveis), elevando o total para 1.349 (1.064 confirmados e 285 prováveis). As autoridades de saúde também relataram 75 novas recuperações, elevando o total para 546. As autoridades da Nova Zelândia também registraram uma nova morte, elevando o número de mortos para cinco.
 O Reino Unido registrou 717 mortes, elevando o número de mortes 11.329. As autoridades de saúde do Reino Unido registraram 4.342 casos, elevando o total para 88.621. As autoridades de saúde do Reino Unido realizaram 18.000 testes nas últimas 24 horas.
 A Rússia registra 2.258 novos casos.
 Singapura relata 386 novos casos, com muitos desses casos em dormitórios, elevando o total para 2.918. Outra morte é confirmada, elevando o número a 9.
 A Turquia registra 4.093 novos casos, incluindo 17 prisioneiros, elevando o total para 61.049. As autoridades turcas relatam 98 novas mortes, incluindo três prisioneiros, elevando o total para 1.296. Um total de 3.957 se recuperou e 34.456 testes foram realizados.
 A Ucrânia registra 325 novos casos (o número mais alto até o momento) e 10 novas mortes, elevando o número total para 3.102 e 93, respectivamente. Além disso, um total de 97 pacientes se recuperaram.
- Os Centros para Controle e Prevenção de Doenças da África (CDC) relatam 1.894 novos casos, elevando o total na África para 14.744. Foram registradas 104 mortes, elevando o número de mortos para 793 na África. O CDC da África relata que 52 dos 55 países africanos foram afetados.[88]
- Existem mais de 1.900.000 de casos, e mais de 118 mil mortes.[98][99]

### 14 de abril
A Alemanha registra 2.082 novos casos, elevando o total para 125.098. A Alemanha registou um total de 98 mortes.
 A China confirma 89 novos casos (86 deles importados) em 13 de abril, elevando o total para 82.249. Nenhuma morte foi relatada. Dos novos casos, 79 foram relatados em Heilongjiang, na fronteira com a Rússia.
 A Coréia do Sul registra 27 novos casos.
 A Espanha registra 567 mortes, elevando o total para 18.056. As autoridades espanholas relatam 172.541 casos.
 Os Estados Unidos registram 2.228 mortes, elevando o total a mais de 28.300. O país registrou mais de 600.000 casos. O Departamento de Estado relata sua primeira morte entre funcionários em sua sede em Washington, elevando para cinco o número de mortos em sua força de trabalho global.
 A França registra um total de mortes de 15.729 e 6.370 em terapia intensiva.
 O Irã registra 98 mortes, elevando o número de mortos para 4.683.
 A Irlanda confirma 548 novos casos relatados pelos laboratórios irlandeses e mais 284 novos casos relatados pelos laboratórios alemães. 11 novas mortes são relatadas. Isso dá um total de 11.479 casos confirmados e 406 mortes.
 A Itália registra 602 mortes, elevando o número de mortos para 21.067. As autoridades italianas relatam 2.972 novos casos, elevando o total para 162.488. 3.186 permanecem em terapia intensiva, enquanto 37.130 se recuperaram.
 A Malásia registra 170 novos casos, elevando o total para 2.427. As autoridades da Malásia relatam que 202 pacientes haviam se recuperado, elevando o total para 4.987. O país também registra cinco mortes, elevando o número de mortos para 82.
 A Nova Zelândia registra 17 novos casos (8 confirmados e 9 prováveis), elevando o total para 1.366 (1.072 confirmados e 292 prováveis). As autoridades de saúde da Nova Zelândia também registraram 82 novas recuperações, elevando o total para 628. A Nova Zelândia também registrou quatro novas mortes, elevando o número de mortos para nove.
 Os Países Baixos registram 868 novos casos, elevando o total para 27.914. As autoridades holandesas relatam 122 mortes, elevando o número de mortos para 2.945.
 A Rússia registra 2.774 novos casos, elevando o número total para 21.012. As autoridades russas registram 22 mortes, elevando o total para 170. O país registra 224 recuperações, elevando o total para 1.694.
 Singapura relata 334 novos casos, com muitos desses casos em dormitórios, elevando o total para 3.252. Outra morte é confirmada, elevando o número para 10.
 A Suécia registra um total de 1.033 mortes e 11.445 casos.
 Taiwan não registra novos casos pela primeira vez em um mês. As autoridades de Taiwan relataram um total de 393 casos e seis mortes.
 A Turquia registra 4.093 novos casos, elevando o total para 61.049. O número de mortos no país aumenta de 98 para 1.296. 3.957 pessoas se recuperaram e 34.456 foram testadas nas últimas 24 horas.
 A Ucrânia registra 270 novos casos e 5 novas mortes, elevando o número total para 3.372 e 98, respectivamente. No geral, 119 pacientes se recuperaram.
- Foram confirmadas mais de 120.000 mortes no mundo.[100]
- Uma empresa britânica de habitação registrou um total de 311 mortes entre seus residentes.[100]

### 15 de abril
O Canadá registra um total de 27.540 casos e 903 mortes.
 O Catar registra 283 novos casos, elevando o total para 3.711.
 A Espanha registra 523 novas mortes, elevando o número de mortes para 18.579.
 Segundo o vice-presidente dos EUA, Mike Pence, mais de 3 milhões nos Estados Unidos foram testados para o coronavírus. Pence registrou 619.000 casos, mais de 27.000 mortes e 45.000 recuperações.
 A França registra 1.438 novas mortes, elevando o número de mortes para 17.167.
 O Japão relata 457 novos casos.
 A Indonésia registra 297 novos casos, elevando o total para 5.136. As autoridades de saúde da Indonésia relatam 10 novas mortes, elevando o total para 469. 446 se recuperaram e mais de 36.000 pessoas foram testadas.
 O Irã registra 94 novas mortes, elevando o total para 4.777.
 A Itália registra 578 mortes, elevando o número de mortos para 21.645. O país registra 2.667 novos casos.
 A Líbia registrou um total de 36 casos e uma morte.
 A Malásia registra 85 novos casos, elevando o total para 5.072. As autoridades de saúde da Malásia também dispensam 169 pacientes, elevando o número total de recuperações para 2.647. A Malásia também relata uma nova morte, elevando o número de mortos para 83.
 As Maldivas relatam seu primeiro caso transmitido internamente. O país havia relatado anteriormente 20 casos, todos envolvendo viajantes estrangeiros.
 A Nova Zelândia registra 20 novos casos (6 confirmados e 14 prováveis), elevando o total para 1.386 (1.078 confirmados e 306 prováveis). As autoridades de saúde da Nova Zelândia também relatam 100 novas recuperações, elevando o total para 728.
 O Reino Unido registra 761 novas mortes, elevando o número de mortes para 12.868. Um total de 98.476 testou positivo para o vírus.
 Singapura registra 447 novos casos, com muitos desses casos em dormitórios, elevando o total para 3.699. Além disso, uma pessoa foi posteriormente confirmada como tendo a COVID-19 como causa de sua morte.
 A Suíça registra um total de 973 mortes e 26.336 casos.
 A Turquia relata 115 novos casos, elevando o número de mortos para 1.518. O país registrou 4.281 novos casos, elevando o total para 69.392.
 A Ucrânia registra 392 novos casos e 10 novas mortes, elevando o número total para 3.764 e 108, respectivamente; 143 pacientes se recuperaram em geral.
- Existem mais de 2 milhões de casos confirmados no mundo.[106]

### 16 de abril
A África confirmou um total de 17.247 casos, 911 mortes e mais de 3.500 recuperações.
 A Alemanha registra 2.866 casos, elevando o total para 130.450. As autoridades alemãs registram 315 mortes, elevando o número de mortos para 3.569.
 Bonaire relata seu primeiro caso.
 A China registra 46 novos casos de coronavírus (34 importados e 12 domésticos). Dos 12 casos domésticos, três estão em Pequim, cinco na província de Guangdong e quatro na província de Heilongjiang.
 A Coréia do Sul registrou um total de 229 mortes e 10.613 casos.
 A Eslováquia registra 114 novos casos e 2 novas mortes, elevando o total de casos para 977.
 A Espanha registra 551 novas mortes quando o número de mortos chega a 19.130. O país registrou um total de 182.816 casos.
 Essuatíni relata sua primeira morte resultante do coronavírus. O país registrou um total de 17 casos.
 Os Estados Unidos registram um total de 31.002 mortes por coronavírus; o mais alto do mundo.
 As Filipinas registram 13 novas mortes, elevando o total para 362. O país registrou um total de 207 casos, elevando o total para 5.660. 82 pacientes se recuperaram, elevando o total para 435.
 A França registra mais 753 mortes, elevando o total para 17.920. 6.248 permanecem em terapia intensiva. O Ministério da Defesa da França relata que 668 marinheiros franceses contraíram o coronavírus.
 A Indonésia registra 380 novos casos, elevando o total para 5.516. As autoridades indonésias registraram 27 mortes, elevando o número de mortos para 496. 548 se recuperaram e 11.000 testes foram realizados.
 O Irã confirma 92 mortes, elevando o total para 4.869. As autoridades iranianas confirmaram 1.606 novos casos, elevando o total para 77.995, com 3.594 em estado crítico. 52.229 se recuperaram.
 A Itália registra 525 mortes, elevando o número de mortos para 22.170. As autoridades italianas também registraram 3,76 casos, elevando o total para 168.941. 2.936 permanecem em terapia intensiva, enquanto 40.164 se recuperaram.
 O Japão registrou um total de cerca de 9.000 casos (incluindo três funcionários do gabinete) e quase 200 mortes.
 A Malásia registra 110 novos casos, elevando o número total de casos para 5.182. As autoridades da Malásia relatam uma morte, elevando o total para 84. 2.766 pacientes se recuperaram enquanto 2.332 ainda estão sendo tratados.
 A Nova Zelândia registra 15 novos casos (seis confirmados e nove prováveis), elevando o total para 1.401. 12 pessoas permanecem no hospital, sendo três em terapia intensiva e duas em estado crítico. 42 pessoas se recuperaram, elevando o número total de recuperações para 770.
 Os Países Baixos registram 1.061 novos casos, elevando o total para 29.214. As autoridades holandesas registram 181 mortes, elevando o número de mortos para 3.315.
 O Reino Unido registra 861 novos casos, elevando o total para 13.729. Mais de 100.000 deram positivo para o coronavírus.
 A Rússia registrou 3.448 casos, elevando o total para 27.938. 34 pessoas morreram, elevando o número de mortos para 232.
 Singapura relata 728 novos casos, com muitos desses casos em dormitórios, elevando o total para 4.427.
 A Tailândia registra 29 novos casos, elevando o total para 2.672. As autoridades tailandesas relatam três novas mortes, elevando o total para 46.
 Timor Leste relata mais 10 casos, elevando o total para 18.
 A Turquia registra 125 mortes, elevando o número de mortes no país para 1.643. 4.801 novos casos foram relatados, elevando o total para 74.193. 7.089 se recuperaram enquanto 1.854 pacientes permanecem em terapia intensiva.
 A Ucrânia registra 397 novos casos e 8 novas mortes, elevando o número total para 4.161 e 116, respectivamente; um total de 186 pacientes se recuperaram.

### 17 de abril
O Catar registra 560 novos casos, elevando o total para 4.663. O país também registrou 49 recuperações no mesmo dia.
 A China registra 26 novos casos, sendo 15 provenientes do exterior. Wuhan também revisou seu número oficial de mortes por coronavírus em 50%, de 1.290 para 3.869; com autoridades locais citando relatórios, atrasos e omissões incorretos. Isso eleva o número de mortos no país para pelo menos 4.642.
 A Coréia do Sul registra 22 novos casos, elevando o total para 10.635. O país registrou 230 mortes.
 Os Emirados Árabes Unidos registraram um total de 5.825 casos e 35 mortes.
 A Espanha registrou um total de mais de 20.000 mortes e 188.068 casos.
 As Filipinas registraram um total de 5.878 casos e 387 mortes.
 A França registra 761 novas mortes, elevando o total para 18.681. O governo francês também confirma que 1.081 tripulantes do porta-aviões francês Charles De Gaulle deram positivo para o coronavírus. 524 marinheiros também apresentaram sintomas, enquanto 24 permanecem em hospitais.
 A Itália registrou 575 mortes, elevando o número de mortos para 22.745. O país registrou 3.493 novos casos, elevando o total para 172.434.
 A Malásia registrou 69 novos casos, elevando o total para 5.251. 2.967 pacientes se recuperaram enquanto 2.198 casos estão em tratamento nas unidades de saúde do país. Também foram relatas duas novas mortes, elevando o número de mortos para 86.
 A Nova Zelândia registrou oito novos casos (dois confirmados e seis prováveis), elevando o total para 1.409 (1.080 confirmados e 307 prováveis). As autoridades de saúde da Nova Zelândia registraram 46 recuperações, elevando o total para 816. Além disso, as autoridades da Nova Zelândia confirmam duas mortes, elevando o total para 11.
 Os Países Baixos registram 1.235 novos casos, elevando o total para 30.449. O país registrou 144 mortes, elevando o número de mortes para 3.459.
 O Paquistão registra um total de 135 mortes e 7.025 casos.
 O Reino Unido registra um total de 14.576 mortes e 108.692 casos.
 A Rússia registra 4.069 novos casos, elevando o total para 32.007. A Rússia também registra 41 mortes, elevando o total para 273.
 Singapura relata 623 novos casos, com muitos desses casos em dormitórios, elevando o total para 5.050. Mais uma morte foi confirmada mais tarde, elevando o total para 11.
 Na Síria, a região nordeste administrada pelos curdos relata sua primeira morte pelo coronavírus.
 A Turquia registrou 4.353 casos, elevando o total para 78.546. O país registrou um total de 1.769 mortes e 8.631 recuperações.
 A Ucrânia registra seu número recorde de novos casos, com 501 novos casos, elevando o total para 4.662. Além disso, são relatadas 9 mortes, elevando o número total de casos letais para 125, bem como um total de 246 recuperações.

### 18 de abril
A Alemanha registrou 3.609 casos, elevando o total para 137.439. A Alemanha registrou 242 novas mortes, elevando o total para 4.110.
 A Argélia registrou um total de 364 mortes e 2.418 casos.
 A Austrália registra três novas mortes, elevando o total para 68. As autoridades australianas registraram 36 novos casos, elevando o total para 6.533.
 Bangladesh registrou um total de 2.144 e 84 mortes.
 O Brasil registrou 2.917 novos casos, elevando o total para 36.599. O Brasil registrou 206 mortes, elevando o total para 2.347.
 A China registra 27 novos casos, sendo 20 originários da província de Heilongjiang, elevando o total para 82.719. A China registrou 77.029 recuperações. A China revisou seu número de mortos para 4.632 com base em novos números de Wuhan.
 A Croácia registra 18 novos casos, elevando o total para 1.832. O país também registrou 39 mortes.
 A Coréia do Sul confirmou um total de 10.653 casos e 232 mortes.
 O Egito relata 188 novos casos, elevando o total para 3.032. O país também registrou 19 novas mortes, elevando o total para 224.
 A Espanha registrou um total de 191.726 casos e 20.043 mortes.
 Nos Estados Unidos, o número de mortos ultrapassou 31.000. As autoridades do estado de Nova York registraram 540 mortes e mais de 2.000 internações nas últimas 24 horas.
 As Filipinas registraram 10 novas mortes, elevando o número de mortes para 397. As autoridades de saúde das Filipinas confirmaram 209 novos casos, elevando o total para 6.087. 29 recuperações foram confirmadas, elevando o total para 516.
 A França registrou 642 mortes, elevando o número de mortos para 19.323. 5.833 permanecem em terapia intensiva.
 A Indonésia registra 325 novos casos, elevando o total para 6.248. As autoridades de saúde indonésias relatam 15 novas mortes, elevando o total para 535. No entanto, a Associação de Médicos da Indonésia afirmou que esse número é maior, citando que os números oficiais não incluem as mortes de pacientes com suspeita de coronavírus, mas ainda aguardando exames.
 O Irã registra 73 mortes, elevando o total para 5.031. O Irã registrou um total de 80.868 casos.
 O Japão registrou um total de mais de 200 mortes e 10.000 infecções. Tóquio relata 181 novos casos.
 A Malásia registrou 54 novos casos, elevando o número total de casos para 5.305. As autoridades de saúde da Malásia descarregaram 135 pacientes, elevando o número total de recuperações para 3.102. A Malásia também registrou duas novas mortes, elevando o número de mortos para 88.
 O México registrou 578 novos casos, elevando o total para 6.875. O México registrou 60 novas mortes, elevando o total para 546.
 Marrocos registra 2.670 casos, 137 mortes e 298 recuperações.
 O Nepal registrou um total de 30 casos.
 A Nova Zelândia registrou 13 novos casos (8 confirmados e 5 prováveis), elevando o total para 1.422 (1.094 confirmados e 328 prováveis). Além disso, as autoridades de saúde da Nova Zelândia relatam 51 novas recuperações, elevando o total para 867.
 Os Países Baixos registraram 1.140 novos casos, elevando o total para 31.589. As autoridades holandesas registraram 142 novas mortes, elevando o número de mortes para 3.601.
 Autoridades palestinas relatam a primeira morte no país na disputada Jerusalém Oriental.
 O Reino Unido registra 888 mortes em hospitais, elevando o número de mortes para 15.464. As autoridades britânicas testaram 357.023 pessoas, com 114.217 positivas.
 A Rússia registrou 40 novas mortes, elevando o número de mortos para 313. A Rússia também registra 4.785 novos casos, elevando o total para 36.793. Moscou registrou 2.649 novos casos e 21 novas mortes.
 Singapura registrou 942 novos casos (principalmente trabalhadores estrangeiros), elevando o total para 5.992. Além disso, uma pessoa que teve COVID-19 morreu, com a causa da morte sendo um ataque cardíaco.
 A Suíça registra um total de 1.111 mortes e 27.404 casos.
 A Tailândia registrou 33 novas mortes, elevando o total para 2.733. As autoridades tailandesas registraram um total de 1.787 recuperações e 47 mortes.
 A Turquia registrou 3.783 novos casos, elevando o total para 82.239. 121 morreram, elevando o número de mortos para 1.890. A Turquia registrou 1.822 recuperações e 40.520 testes.
 A Ucrânia registra 444 novos casos e 8 novas mortes, elevando o número total para 5.106 e 133, respectivamente; um total de 275 pacientes se recuperaram.
- Existem mais de 2.300.000 de casos confirmados no mundo.[131]
- Segundo a Agence France-Presse, a Europa registrou 100.000 das 150.000 mortes registradas no mundo.[139]

### 19 de abril
A Alemanha registrou 2.458 novos casos, elevando o total para 139.897. A Alemanha também registra 184 novas mortes, elevando o total para 4.294.
 O Canadá registrou um total de 1.506 mortes e 33.922 casos.
 O Catar registrou 440 novos casos, elevando o total para 4.922. Até agora, o país registrou um total de oito mortes.
 O Chile registrou um total de mais de 10.000 casos e 133 mortes.
 A China registrou 16 novos casos (incluindo nove importados), elevando o total para 82.735.
 A Coréia do Sul registrou 15 novos casos, elevando o total para 10.661 casos. Também houve um total de 234 mortes.
 A Espanha registra 410 novas mortes, elevando o total para 20.453. A Espanha registrou um total de 195.944 casos.
 Os Estados Unidos registram 2.009 novos casos, elevando o total para 735.336. Os EUA registraram um total de 40.585 mortes, sendo quase metade delas originárias do estado de Nova York.
 As Filipinas registraram 172 novos casos, elevando o total para 6.259. O país também relatou 12 novas mortes, elevando o total para 409. 56 pacientes se recuperaram, elevando o total para 572.
 A França registrou 395 mortes, elevando o número de mortos para 19.718. 5.744 permanecem em terapia intensiva.
 A Guiné registrou 518 casos e cinco mortes. O falecido inclui vários altos funcionários do governo, incluindo o secretário-geral Sekou Kourouma.
 Honduras registrou um total de 472 casos e 46 mortes.
 A Indonésia registrou 327 novos casos, elevando o total para 6.575. As autoridades de saúde da Indonésia também relatam 47 novas mortes, elevando o total para 582.
 Israel registrou 97 novos casos, elevando o total para 13.362, com 156 em estado crítico. Israel também registrou 7 mortes, elevando o número de mortos para 171.
 A Itália registrou 433 novas mortes e 3.047 novos casos.
 O Japão registrou 568 novos casos, elevando o total para 10.361. Se combinado com os 712 casos relatados em um navio de cruzeiro em quarentena perto de Tóquio, o número total sobe para 11.073. O Japão também registrou um total de 174 mortes.
 A Malásia registrou 84 novos casos, elevando o total para 5.389. As autoridades de saúde da Malásia também relataram 95 recuperações, elevando o total para 3.197. A Malásia também relata uma nova morte, elevando o número de mortos para 89.
 O México registrou um total de 7.947 casos e 650 mortes.
 A Nova Zelândia registrou 9 novos casos (4 confirmados e 5 prováveis), elevando o total para 1.431 (1.098 confirmados e 333 prováveis). As autoridades de saúde também relataram 45 novas recuperações, elevando o total para 912. Além disso, as autoridades confirmam uma morte pelo coronavírus durante um período pós-parto, elevando o número total de mortes para 12. As autoridades de saúde também confirmam que três meninos haviam contraído o coronavírus.
 Os Países Baixos registraram 1.066 novos casos, elevando o total para 32.655. As autoridades holandesas também confirmaram 83 mortes, elevando o número de mortes para 3.684.
 O Paquistão registrou 514 novos casos, elevando o total para 7.993 casos. As autoridades paquistanesas relataram 16 novas mortes, elevando o número de mortes para 159.
 O Panamá registrou um total de 4.273 casos e 120 mortes.
 O Peru registrou um total de 15.628 casos e 400 mortes.
 A Polônia registra 545 novos casos, elevando o total para 9.287.
 O Reino Unido registrou 596 mortes em hospitais, elevando o número de mortes para 16.060.
 A Rússia registrou 6.060 novos casos, elevando o total para 42.853. A Rússia registrou 48 mortes, elevando o número de mortos para 361.
 Ruanda registrou um total de 44 casos.
 Singapura registrou 596 novos casos, elevando o total para 6.588. Além de 25 cidadãos e residentes permanentes, a maioria dos casos está em dormitórios.
 Taiwan registrou 22 novos casos, elevando o total para 420. 21 dos novos casos infectados foram marinheiros da Marinha da República da China que participaram de uma missão voluntária em Palau. Taiwan registrou um total de seis mortes.
 A Ucrânia registra 343 novos casos e 8 novas mortes, elevando o número total para 5.449 e 141, respectivamente; um total de 347 pacientes se recuperou.
 O Zimbábue registrou um total de três mortes e 25 casos.
- Os Centros para Controle e Prevenção de Doenças da África (CDC) registraram 55 novas mortes, elevando o número de mortes para 1.080. O continente registrou 1.047 novos casos, elevando o número total de infecções para 21.317.[140]

### 20 de abril
A Alemanha registrou 1.775 novos casos, elevando o total para 141.672. A Alemanha registrou 110 novas mortes.
 O Canadá registrou um total de 1.611 mortes e 33.922 casos.
 A China registrou 12 novos casos (oito deles importados) e 49 novos casos assintomáticos, mas sem mortes.
 A Coréia do Sul registrou 20 novos casos (13 do exterior), elevando o total para 10.764.
 O Equador registrou um total de mais de 10.000 casos.
 A Espanha confirmou um total de 200.210 casos e 20.852 mortes.
 As Filipinas confirmaram 19 novas mortes, elevando o total para 428. Entre os mortos estão o ex-senador e ministro do governo Heherson Alvarez. As Filipinas também confirmaram 200, elevando o total para 6.459. 41 pacientes se recuperaram, elevando o total para 613.
 A França registrou um total de 20.265 mortes.
 O Gana confirmou um total de 834 casos e nove mortes.
 A Indonésia registrou 85 novos casos, elevando o número total para 6.070. A Indonésia registrou oito novas mortes, elevando o número de mortos para 590. 747 pessoas se recuperaram enquanto 49.700 testes foram realizados.
 A Itália informou que 108.237 estavam sendo tratados em casa ou se recuperando no hospital, uma queda de 20 em relação ao total relatado no domingo.
 O Irã registrou 91 novas mortes, elevando o número de mortos para 5.209. O Irã registrou um total de 83.505 casos.
 A Malásia registrou 36 novos casos, elevando o número total de casos para 5.425. As autoridades da Malásia descarregaram 98 pacientes, aumentando o número total de recuperações para 3.295. A Malásia não registrou novas mortes.
 A Nova Zelândia registrou 9 novos casos (7 confirmados e 2 prováveis), elevando o total para 1.440 (1.105 confirmados e 335 prováveis). As autoridades de saúde da Nova Zelândia também anunciaram 62 novas recuperações, elevando o total para 974. Quatorze pessoas permanecem hospitalizadas.
 Os Países Baixos registraram 750 novos casos, elevando o total para 33.405. As autoridades de saúde neerlandesas também relataram 67 novas mortes, elevando o número de mortes para 3.751.
 A Rússia confirmou 4.268 novos casos, elevando o total para 47.121. 44 novas mortes relatadas.
 Singapura registrou 1.426 novos casos, elevando o total para 8.014.
 A Suíça registrou 204 novos casos, elevando o total para 27.944. O país também registrou um total de 1.142 mortes.
 A Tailândia registrou 27 novos casos, elevando o total para 2.792. A Tailândia também registrou 47 mortes e 1.999 recuperações.
 A Turquia registrou 4.674 casos, elevando o total para 90.980. A Turquia também registrou 123 mortes, elevando o número de mortos para 2.140. 13.430 pessoas se recuperaram enquanto 39.703 pessoas foram testadas.
 A Ucrânia registra 261 novos casos e 10 novas mortes, elevando o número total para 5.710 e 151, respectivamente; 359 pacientes se recuperaram.

### 21 de abril
O Canadá registrou um total de 37.382 casos e 1.728 mortes.
 A China registrou 11 novos casos e 37 casos assintomáticos, mas sem novas mortes.
 A Espanha registrou 430 novas mortes, elevando o número de mortes para 21.282. A Espanha registrou quase 4.000 novos casos, elevando o número total de infecções para 204.178.
 Os Estados Unidos registraram 2.721 novas mortes e mais de 40.000 novos casos.
 As Filipinas registram 9 novas mortes, elevando o total para 437. As Filipinas registraram 140 novos casos, elevando o total para 6.599.
 A Indonésia registra 375 novos casos, elevando o total para 7.135. As autoridades de saúde da Indonésia também relatam 26 novas mortes, elevando o número de mortes para 616.
 A Itália registrou 534 novas mortes, elevando o número de mortes para 24.648. A Itália registrou mais de 180.000 casos e quase 49.000 pessoas recuperadas.
 O Líbano registrou um total de 677 casos e 21 mortes.
 A Malásia registrou 57 novos casos, elevando o total para 5.482. Mais 54 pacientes receberam alta, elevando o número de recuperações para 3.349. A Malásia registrou mais três fatalidades, elevando o número de mortos para 92.
 No Marrocos, 68 pessoas, principalmente funcionários, testaram positivo para o coronavírus na cidade de Ouarzazate, no sul.
 A Nova Zelândia registrou 5 novos casos (2 confirmados e 3 prováveis), elevando o total para 1.445 (1.107 confirmados e 338 prováveis). As autoridades da Nova Zelândia também relatam 32 novas recuperações, elevando o total para 1.006. O país também relata uma nova morte, elevando o número de mortos para 13. Além disso, um viajante da Nova Zelândia no Peru morreu após perder um voo de repatriação, mas isso não está incluído nas estatísticas do Ministério da Saúde.
 Os Países Baixos registraram 729 novos casos, elevando o total para 34.134. As autoridades de saúde holandesas registraram 165 mortes, elevando o número de mortes para 3.916.
O Paquistão confirmou 17 novas mortes, elevando o número de mortos para 192. O Paquistão também confirma 705 novos casos, elevando o total para 9.214.
 Singapura registrou 1.111 novos casos, elevando o total para 9.125.
 A Turquia registrou 4.611 novos casos, elevando o total para 95.591. A Turquia registra 119 novas mortes, elevando o número de mortes para 2.259.
 A Ucrânia registra 415 novos casos e 10 novas mortes, elevando o número total para 6.125 e 161, respectivamente; um total de 367 pacientes se recuperaram.

### 22 de abril
A Bulgária registrou um número total de 1.015 casos, 47 mortes e 174 recuperações.
 O Canadá registrou um total de 1.871 mortes e 38.932 casos.
 O Catar registrou 608 novos casos, elevando o número total de casos para 7.141. As autoridades de saúde do Catar confirmaram 75 recuperações e uma nova morte.
 A China registrou 30 novos casos (23 envolvendo pessoas que retornam do exterior) e 42 casos assintomáticos.
 A Coréia do Sul registrou 11 novos casos (seis envolvendo viagens ao exterior).
 A Espanha registrou 435 mortes, elevando o total para 21.717. O Ministério da Saúde espanhol registrou 4.211 novos casos, elevando o total para 208.389.
 Os Estados Unidos registraram 1.738 novas mortes, elevando o número de mortes para 46.583. As autoridades de saúde da Califórnia também confirmaram que duas pessoas no estado morreram devido ao coronavírus antes que os Estados Unidos notificassem sua primeira morte no final de fevereiro de 2020.
 As Filipinas registraram 111 novos casos, elevando o número total para 6.710. As Filipinas registraram nove novas mortes, elevando o total para 446. 39 pacientes se recuperaram, elevando o número total de recuperações para 693.
 A Indonésia registrou 283 novos casos, elevando o total para 7.418. A Indonésia também registrou 19 mortes, elevando o número de mortos para 635. A Indonésia registrou um total de 913 recuperações.
 O Irã registrou 94 novas mortes, elevando o número de mortes para 5.391. O Irã tem um total de 85.996 casos.
 A Itália registrou 437 novas mortes, elevando o número de mortes 25.085. As autoridades italianas registraram 3.370 casos, elevando o número de casos para 187.327.
 No Japão, as autoridades de Nagasaki confirmaram 33 novos casos a bordo do navio de cruzeiro italiano Costa Atlantica, com base no rastreamento de contato de um membro da tripulação infectado. O Cost Atlantic permanece no estaleiro de Nagasaki desde fevereiro. Oito bebês e crianças em um centro de atendimento residencial com sede em Tóquio deram positivo para o coronavírus.
 A Jordânia registrou um total de 435 casos, 297 recuperações e sete mortes.
 O Líbano relatou a morte de um palestino sírio no campo de refugiados de Wavel, no leste do vale do Bekaa.
 A Malásia registrou 50 novos casos, elevando o total para 5.532. As autoridades de saúde da Malásia descarregaram 103 pacientes, elevando o número total de recuperações para 3.452. A Malásia relata uma morte, elevando o número de mortos para 93.
 A Nova Zelândia registrou seis novos casos, elevando o total para 1.451 (1.113 confirmados e 338 prováveis). Além disso, houve 30 novas recuperações, elevando o total para 1.036. As autoridades também relataram outra morte, elevando o número de mortos para 14.
 Os Países Baixos confirmaram 708 novos casos, elevando o total para 34.842. As autoridades de saúde holandesas confirmaram 138 novas mortes, elevando o número de mortes para 4.054.
 O Reino Unido confirmou 763 novas mortes, elevando o número de mortes para 18.100. O número de casos chegou a 133.495. O secretário de Relações Exteriores Dominic Raab também confirmou a morte de 69 funcionários do Serviço Nacional de Saúde como resultado da pandemia de coronavírus.
 A Rússia registrou 5.236 novos casos, elevando o total para 57.999. A Rússia registrou 53 novas mortes, elevando o número de mortos para 513.
 Singapura registrou 1.016 novos casos, elevando o total para 10.141. Outra morte foi confirmada mais tarde, elevando o número de mortos para 12.
 A Suíça registrou um total de 1.217 mortes e 28.268 casos.
 A Turquia registrou 3.083 novos casos, elevando o número total de casos para 98.674. O país registrou 117 novas mortes, elevando o total para 2.376; 16.477 pessoas se recuperaram e 37.535 pessoas foram testadas.
 A Ucrânia registrou um total de 6.592 casos, 174 mortes e 424 recuperações.
- Existem mais de 2.500.000 casos confirmados no mundo.[161]

### 23 de abril
A China registrou dez novos casos, elevando o total para 82.798. Nenhuma nova morte foi relatada.
 A Espanha registrou 440 novas mortes, elevando o número de mortes para 22.157. O número total de casos aumentou para 213.024.
 Nos Estados Unidos, a Califórnia registra 115 mortes nas últimas 24 horas.
 A França registrou 516 novos casos, elevando o total para 21.856.
 A Itália registrou 464 novos casos, elevando o total para 189.973. O país registrou um total de 25.549.
 O Japão registrou 14 novos casos a bordo do navio de cruzeiro italiano Cost Atlantic, elevando o número total de infectados a bordo do navio para 48. O Cost Atlantic está transportando 623 passageiros.
 A Malásia registrou 71 novos casos, elevando o número total de casos para 5.603. 3.542 se recuperaram. A Malásia também relata duas novas mortes, elevando o número de mortes para 95.
 A Nova Zelândia registrou três novos casos (dois confirmados e um provável). Três casos anteriores também foram rescindidos, mantendo o total em 1.451. Além disso, as autoridades da Nova Zelândia relatam 29 novas recuperações, elevando o total para 1.065. Mais duas mortes são relatadas, elevando o número de mortos para 16.
 O Paquistão registrou 765 novos casos, elevando o total para 10.513.
 O Reino Unido registrou 616 mortes em hospitais, elevando o número de mortes para 18.738. 16.786 dessas mortes ocorreram na Inglaterra, que também registra 514 novas mortes. As autoridades de saúde do Reino Unido também testaram 425.821 pessoas, com 138.078 positivos.
 Singapura registrou 1.037 novos casos, elevando o total para 11.178. Além disso, um paciente que tinha o COVID-19 foi encontrado morto no patamar de uma escada, com a polícia investigando a causa disso.
 A Turquia registra 115 novas mortes, elevando o total para 2.941. O país registrou um total de 101.790 casos.
 A Ucrânia registra 578 novos casos e 13 novas mortes, elevando o número total para 7.170 e 187, respectivamente, além de um total de 504 recuperações.
 A Venezuela registrou um total de 311 casos e 10 mortes.

### 24 de abril
Bangladesh registrou um total de 3.772 casos e 120 mortes. A Bangladesh Doctors Foundation confirmou que 251 médicos testaram positivo para o coronavírus.
 O Catar registrou 761 casos, elevando o total para 8.525. O país registrou dez novas mortes.
 A China registrou seis novos casos (dois envolvendo viagens ao exterior), elevando o número total de casos para 82.804.
 O Djibuti registrou um total de 985 casos e duas mortes.
 A Espanha registrou 367 novas mortes, elevando o número de mortes para 22.524. A Espanha registrou 219.764 casos.
 Os Estados Unidos registraram um total de 50.031 mortes e 870.648 casos, com base em números divulgados pela Johns Hopkins University. O USS Kidd registrou pelo menos 18 casos a bordo.
 As Filipinas registraram 211 novos casos, elevando o total para 7.192. O país também registrou 15 mortes, elevando o total para 477. As Filipinas também registram 40 novas recuperações, elevando o total para 762.
 A França registrou 389 novas mortes, elevando o total para 22.245.
 Hong Kong não registrou novos casos e mortes nas últimas duas semanas. Segundo as autoridades de saúde, o número total de casos é de 1.036.
 A Índia registrou 1.680 novos casos (incluindo 778 no estado de Maharashtra), elevando o total para 22.930.
 A Indonésia registrou 436 novos casos, elevando o número total para 8.211. 42 pessoas morreram, elevando o número de mortos para 689.
 O Irã registrou 93 novas mortes, elevando o número de mortos para 5.574. O país tem um total de 88.194 casos, com 3.121 em estado grave.
 No Japão, as autoridades de Nagasaki relataram que mais 91 tripulantes do navio de cruzeiro italiano Cost Atlantic testaram positivo para o coronavírus. As autoridades de Nagasaki pretendem testar 260 da tripulação 623. O governo japonês anuncia que aqueles que testarem negativo serão repatriados para seus países de origem.
 O Líbano registrou um total de 696 casos e 22 mortes.
 A Malásia registrou 88 novos casos, elevando o total para 5.691. As autoridades da Malásia também relatam 121 novas recuperações, elevando o total para 3.663. A Malásia também relata uma nova morte, elevando o número de mortos para 96.
 A Nova Zelândia registrou cinco novos casos (2 confirmados e 3 prováveis), elevando o total para 1.456 (1.114 confirmados e 342 prováveis). As autoridades de saúde também relatam 30 recuperações, elevando o total para 1.095. Além disso, outra morte foi relatada, elevando o total para 17.
 Os Países Baixos registraram 806 novos casos, elevando o total para 36.535. O país registrou 112 novas mortes, elevando o número de mortes para 4.289.
 Portugal registrou um total de 22.797 casos e 854 fatalidades.
 No Reino Unido, os hospitais ingleses registram 587 mortes, elevando o número de vítimas para 17.373.
 Singapura registrou 897 novos casos, elevando o total para 12.075.
 A Suíça registrou um total de 1.309 mortes e 28.677 casos.
 A Tailândia registrou 15 novos casos, elevando o total para 2.854. A Tailândia não relata novas mortes com o número de mortos remanescente em 50.
 Timor-Leste registrou 24 casos e duas recuperações. Os infectados incluem uma enfermeira, que se tornou o primeiro profissional de saúde confirmado a ser infectado com o coronavírus.
 A Turquia registrou 3.122 novos casos, elevando o total para 104.912. O número de mortes aumenta 109 para um total de 2.600.
 A Ucrânia registra 477 novos casos e 6 novas mortes, elevando o número total para 7.647 e 193, respectivamente; um total de 601 pacientes se recuperaram.
 O Vietnã registrou dois novos casos, elevando o total para 270.

### 25 de abril
A Alemanha registrou 2.055 casos, elevando o total para 152.438. A Alemanha também registrou 179 novas mortes, elevando os casos para 5.500.
 A China registrou 12 novos casos, elevando o número total de casos confirmados para 82.816. A China também registrou 29 novos casos assintomáticos. Nenhuma nova morte foi relatada com o número oficial de mortos remanescente em 4.632.
 A Espanha registrou 378 novas mortes, elevando o total para 22.902. O país registrou um total de 223.759 casos.
 Os Estados Unidos registraram um total de 895.766 casos. Os Centros de Controle e Prevenção de Doenças dos EUA registraram 1.623 novas mortes, elevando o número de mortes para 50.439.
 As Filipinas registraram 17 novas mortes, elevando o número de mortos para 494. As Filipinas também registraram 102 novos casos, elevando o total para 7.294.
 A França registrou 369 novas mortes, elevando o número de mortes para 22.164. 124 pacientes internados em terapia intensiva nas últimas 24 horas.
 A Indonésia registrou 396 novos casos, elevando o total para 8.607. A Indonésia registrou 31 novas mortes, elevando o número de mortos para 720.
 O Irã registrou 76 novas mortes, elevando o número de mortos para 5.650. O Irã também registrou um total de 89.328 casos, com 3.096 em estado grave.
 O Japão registrou um total de 12.800 casos e 345 mortes. As autoridades de Nagasaki relataram 57 novos casos entre a tripulação do navio de cruzeiro Cost Atlantic, elevando o total para 148. Tóquio confirmou 103 novos casos, elevando o número total de casos em Tóquio para 3.836.
 A Malásia registrou 51 novos casos, elevando o total para 5.742. As autoridades da Malásia também relataram duas mortes, elevando o número de mortos para 98.
 O México registrou um total de 12.872 casos e 1.221 mortes.
 A Nova Zelândia registrou cinco novos casos (três confirmados e dois prováveis), elevando o total para 1.461 (1.117 confirmados e 344 prováveis). As autoridades de saúde da Nova Zelândia relataram 23 novas recuperações, elevando o total para 1.118. Outra morte também foi relatada, elevando o total para 18.
 Os Países Baixos registraram 655 casos, elevando o total para 37.190. O país registrou 120 novas mortes, elevando o total para 4.409.
 A Polônia registrou um total de 11.067 casos e 499 mortes.
 O Reino Unido registra 813 novas mortes, elevando o número de mortes para 20.319. As autoridades britânicas também relataram 4.913 novos casos, elevando o total para 148.377.
 A Rússia registrou 5.966 novos casos, elevando o total para 74.588. A Rússia registrou 66 novas mortes, elevando o número de mortes para 681.
 Singapura registrou 618 novos casos, elevando o total para 12.693.
 O Sri Lanka confirmou 60 novos casos, elevando o total para 420. O país também confirmou sete mortes.
 A Tailândia registrou 53 novos casos, elevando o total para 2.907. A Tailândia também relatou uma nova morte, elevando o número de mortes para 51. 2.547 pacientes se recuperaram.
 A Turquia registrou 2.861 casos, elevando o total para 107.773. O país também registrou 106 mortes, elevando o número de mortos para 2.706. 25.582 se recuperaram e 38.308 pessoas foram testadas nas últimas 24 horas.
 A Ucrânia registra 478 novos casos e 8 novas mortes, elevando o número total para 8.125 e 201, respectivamente; um total de 782 pacientes se recuperaram.

### 26 de abril
A Alemanha registrou 1.747 novos casos, elevando o total para 154.175. O número de mortos no país aumentou 140 para 5.640.
 O Canadá registrou um total de 2.489 mortes. O Canadá registrou 1.427 novos casos, elevando o total para 45.791.
 A China registrou 11 novos casos, elevando o total para 82.827. A Comissão Nacional de Saúde também informou que todos os pacientes com coronavírus em Wuhan receberam alta dos hospitais da cidade.
 A Coréia do Sul registrou 10 novos casos (sete envolvendo viagens ao exterior e três em Daegu), elevando o total para 10.718. O número de mortos permanece em 210.
 A Espanha registrou 288 novas mortes, elevando o número de mortes para 23.190. A Espanha registrou um total de 207.634 casos.
 Segundo um relatório da Reuters, 96% dos 3.277 prisioneiros que testaram positivo nos estados americanos de Arkansas, Carolina do Norte, Ohio e Virgínia eram assintomáticos.
 As Filipinas registraram sete novas mortes, elevando o número de mortes para 501. O país também registrou 285 novos casos, elevando o total para 7.579. 862 pacientes se recuperaram.
 A França registrou 242 mortes, elevando o número de mortes para 22.856.
 A Índia registrou um total de 26.496 casos e 824 mortes.
 A Indonésia registrou 275 novos casos, elevando o total para 8.882. 23 pessoas morreram, elevando o número de mortos para 743.
 O Irã registrou 60 novas mortes, elevando o número de mortos para 5.710. O Irã registrou um total de 90.481 casos.
 O Japão registrou um total de 13.231 casos e 360 mortes. Tóquio também registrou 72 novos casos, elevando o total da capital para 3.900.
 A Malásia registrou 38 novos casos, elevando o total para 5.870. 3.862 se recuperaram enquanto o número de mortos permanece em 98.
 O México registrou 970 novos casos, elevando o total para 13.842. O México registrou 84 mortes, elevando o número de mortos para 1.305.
 A Nova Zelândia registrou 9 novos casos (4 confirmados e 5 prováveis), elevando o total para 1.470 (1.121 confirmados e 349 prováveis). As autoridades de saúde da Nova Zelândia relataram 24 novas recuperações, elevando o total para 1.142.
 Os Países Baixos registraram 655 novos casos, elevando o total para 37.845. A Holanda também registrou 66 novas mortes, elevando o número de mortos para 4.475.
 O Reino Unido registrou 413 novas mortes, elevando o número de mortes para 20.732. O Reino Unido registrou 4.463 novos casos, elevando o total para 152.840.
 A Rússia registrou 6.361 novos casos, elevando o total para 80.949. 66 morreram, elevando o número de mortos para 747.
 Singapura registrou 931 novos casos (a maioria dos trabalhadores estrangeiros e 15 residentes permanentes), elevando o total para 13.264. Entre eles estão dois casos importados, o primeiro desde 17 de abril.
 A Tailândia registrou 15 novos casos, elevando o total para 2.922. 2.954 pacientes se recuperaram e o número de mortes permanece em 51.
 A Turquia registrou 2.357 casos, elevando o total para 110.130. A Turquia registrou 99 mortes, elevando o total para 2.805. A Turquia registrou 29.140 recuperações.
 A Ucrânia registrou 492 novos casos e 8 novas mortes, elevando o número total para 8.617 e 209, respectivamente; um total de 840 pacientes se recuperaram.
- Existem mais de 2.880.000 milhões de casos confirmados no mundo.[185]

### 27 de abril
A África do Sul registrou um total de 4.546 casos e 87 mortes.
 A Alemanha registrou 1.018 novos casos e 100 mortes.
 O Canadá registrou um total de 2.617 mortes e 47.327 casos.
 A China registrou três novos casos (dois do exterior e um em Heilongjiang) e nenhuma nova morte.
 A Espanha registrou 331 novas mortes, elevando o número de mortes para 23.521.
 Nos Estados Unidos, Nova York registrou 337 novas mortes.
 As Filipinas registraram 198 novos casos, elevando o total para 7.777. O país registrou dez novas mortes, elevando o número de mortos para 511.
 A França registrou 437 mortes, elevando o número total de mortes para 23.293. 28.055 permanecem hospitalizados, com 4.608 em terapia intensiva.
 A Índia confirmou um total de 27.000 casos e 872 mortes.
 O Irã registrou 700 mortes por metanol tóxico ingerido, acreditando erroneamente que poderia curar o coronavírus.
 A Itália registrou 333 mortes, elevando o número de mortes para 26.977. A Itália registrou 1.739 casos, elevando o número total para 199.414.
 A Malásia registrou 40 novos casos, elevando o total para 5.820. 95 pacientes receberam alta, elevando o número de recuperações para 3.957. A Malásia também relatou uma nova morte, elevando o número de mortos para 99.
 A Nova Zelândia registrou cinco novos casos (um confirmado e quatro prováveis). Seis casos anteriores também foram rescindidos, diminuindo o total para 1.469 (1.122 confirmados e 347 prováveis). As autoridades de saúde da Nova Zelândia também registraram 38 novas recuperações, elevando o total para 1.180. Mais uma morte foi relatada, elevando o número de mortos para 19.
 Os Países Baixos registraram 400 novos casos, elevando o total para 38.245. As autoridades holandesas também confirmaram 45 mortes, elevando o número de mortos para 4.518.
 O Paquistão registrou 605 novos casos e um total de 281 mortes.
 O Reino Unido registrou 360 novas mortes (incluindo 82 trabalhadores médicos), elevando o número de mortes para 21.092.
 Singapura registrou 799 novos casos, elevando o total para 14.423. Duas mortes foram confirmadas, elevando o total para 14.
 A Tailândia registrou nove casos e uma morte, elevando o total para 2.931 casos e 52 mortes, respectivamente.
 A Turquia registrou 2.131 novos casos, elevando o total para 112.261. A Turquia registrou 95 mortes, elevando o número de mortos para 2.900.
 A Ucrânia registrou 392 novos casos e 11 novas mortes, elevando o número total para 9.009 e 220, respectivamente; um total de 864 pacientes se recuperaram.

### 28 de abril
A Alemanha confirmou 1.114 novos casos, elevando o total para 156.337. A Alemanha também registrou 163 novas mortes, elevando o número de mortos para 5.913.
 A China registrou três novos casos, elevando o total para 82.836. As autoridades chinesas não relataram novas mortes.
 A Coréia do Sul registrou 14 novos casos, elevando o total para 10.752.
 O Egito registrou um total de 4.782 casos.
 Os Estados Unidos registraram mais de 1 milhão de casos e mais de 57.000 mortes como resultado da pandemia de coronavírus. Illinois registrou 142 mortes, elevando o total para 2.125. Illinois também relatou 2.219 casos, elevando o total para 48.102.
 As Filipinas registraram 181 novos casos, elevando o número total para 7.958. As autoridades filipinas também relataram 43 recuperações, elevando o número total para 975. Foram registradas mais 19 mortes, elevando o número de mortos para 530.
 A Indonésia registrou oficialmente 415 novos casos, elevando o total para 9.511. As autoridades de saúde da Indonésia também relataram oito novas mortes, elevando o número de mortos para 773. A Indonésia também registrou 1.254 recuperações. No entanto, um relatório da Reuters sugere que mais de 2.000 indonésios com sintomas agudos do COVID-19 morreram com base em uma análise de dados de 16 das 34 províncias da Indonésia.
 O Irã registrou 71 mortes, elevando o número de mortos para 5.877. O Irã registrou um total de 92.584 casos.
 A Itália registrou 382 mortes, causando um número de mortes superior a 20.000. As autoridades italianas registraram 2.091 casos, elevando o número total para 201.505. 105.205 permanecem infectados enquanto 68.941 se recuperaram. O Departamento de Proteção Civil da Itália informou que 1.275 milhões de pessoas foram testadas.
 A Malásia registrou 31 novos casos, elevando o número total para 5.851. A Malásia registrou 75 novas recuperações, elevando o número total de recuperações para 4.032. Foi registrada uma nova morte, elevando o número total de mortes para 100.
 A Nova Zelândia registrou três novos casos (dois confirmados e um provável), elevando o total para 1.472 (1.124 confirmados e 348 prováveis). As autoridades da Nova Zelândia também registraram 34 novas recuperações, elevando o total para 1.214.
 Os Países Baixos registraram 171 casos, elevando o total para 38.416. As autoridades holandesas também registraram 48 novas mortes, elevando o número de mortos para 4.566.
 O Paquistão registrou pelo menos 20 novas mortes, elevando o número de mortos para 301. 751 novos casos foram registrados, elevando o número total para 14.079.
 O Peru registrou um total de 30.000 casos e 854 mortes.
 Singapura registrou 528 novos casos, elevando o total para 14.951.
 A Turquia registrou 92 mortes, elevando o número de mortes para 2.992. A Turquia também registrou 2.392 casos, elevando o total para 114.653. 38.809 pessoas se recuperaram, enquanto 29.230 pessoas foram testadas nas últimas 24 horas.
 A Ucrânia registrou 401 novos casos e 19 novas mortes, elevando o número total para 9.410 e 239, respectivamente; um total de 992 pacientes se recuperaram.

### 29 de abril
A África do Sul registrou 354 novos casos, elevando o total para 5.350. A África do Sul registrou dez novas mortes, elevando o número de mortos para 103. As autoridades sul-africanas realizaram um total de 197.127 testes, com 11.630 sendo realizados nas últimas 24 horas.
 A Alemanha registrou 1.304 novos casos e mais 202 mortes.
 O Azerbaijão registrou um total de 1.717 casos e 22 mortes.
 A Bósnia registrou 93 novos casos e duas mortes, elevando o total para 1.677 e o número de mortos para 67. O aumento nos casos acompanhou o alívio das restrições de bloqueio na Federação autônoma da Bósnia e Herzegovina e na República Srpska.
 O Brasil registrou 6.726 novos casos, elevando o número total para 78.612. O Brasil registrou um total de 5.466 mortes.
 A China registrou 22 novos casos, todos envolvendo viagens ao exterior. As autoridades chinesas não relataram novas mortes, com o número oficial de mortos permanecendo em 4.633.
 A Espanha registrou 325 mortes, elevando o número de mortos para 24.275. A Espanha registrou 2.144 casos, elevando o total para 212.917.
 A Índia registrou 73 novas mortes, elevando o número de mortes para 1.007. A Índia registrou mais de 30.000 casos.
 A Indonésia registrou 260 novos casos, elevando o número total para 9.771. As autoridades de saúde da Indonésia também relataram 11 mortes, elevando o número de mortos para 784. 1.391 pessoas se recuperaram e mais de 67.700 pessoas foram testadas.
 O Irã registrou 80 novas mortes, elevando o número de mortos para 5.957. O Irã registrou um total de 93.657 casos.
 A Malásia registrou 94 novos casos, elevando o total para 5.945. 55 pacientes receberam alta, elevando o número de recuperações para 4.087. O número de mortos no país permanece em 100.
 A Nova Zelândia registrou três novos casos (um confirmado e dois prováveis), elevando o total para 1.474 (1.126 confirmados e 348 prováveis). As autoridades de saúde da Nova Zelândia também relataram 15 novas recuperações, elevando o total para 1.229.
 Os Países Baixos registraram 386 casos, elevando o número total para 38.802. As autoridades neerlandesas registraram 145 mortes, elevando o número de mortos para 4.711.
 O Paquistão registrou 26 novas mortes, elevando o número de mortos para 327. O Paquistão também registrou 806 novos casos, elevando o total para 14.885. Um total de pelo menos 3.245 pacientes se recuperou.
 A Polônia registrou um total de 12.415 casos e 606 mortes.
 A Rússia registrou 5.841 novos casos, elevando o número total para 99.399. A Rússia registrou 108 novas mortes, elevando o número de mortos para 972.
 A Sérvia registrou um total de 8.724 casos e 173 mortes.
 Singapura registrou 690 novos casos, elevando o total para 15.641.
 A Turquia registrou um total de quase 115.000 casos e quase 3.000 mortes.
 A Ucrânia registra 456 novos casos e 11 novas mortes, elevando o número total para 9.866 e 250, respectivamente; um total de 1.103 pacientes se recuperaram.

### 30 de abril
A Bósnia-Herzegovina registrou um total de 1.757 casos e 69 mortes.
 O Brasil registrou 7.218 novos casos, elevando o total para 85.380. O Brasil também registrou 435 novas mortes, elevando o número de mortos para 5.901.
 A China registrou quatro novos casos, elevando o número total para 82.862, dos quais 1.664 são importados.
 Os Comores relataram seu primeiro caso, um homem franco-comorense de 50 anos.
 A Espanha registrou 268 novas mortes, elevando o número de mortes para 24.543. A Espanha registrou um total de 213.435 casos.
 As Filipinas registraram 276 novos casos, elevando o número total para 8.488. As Filipinas também registraram 10 novas mortes, elevando o número de mortos para 568. As Filipinas também registraram 20 novas recuperações, elevando o número total para 1.043.
 O Iêmen registrou suas duas primeiras mortes e cinco novos casos.
 A Indonésia registrou 347 novos casos, elevando o total para 10.118. As autoridades de saúde indonésias registraram 8 novas mortes, elevando o número de mortes para 792. Um total de 1.522 pessoas se recuperou e 72.300 foram testadas.
 O Irã confirmou 71 novas mortes, elevando o número de mortes acima de 6.028.
 A Itália registrou 285 mortes, elevando o número de mortos para 27.967. A Itália registrou 1.872 casos, elevando o número total para 205.463. O número total de infectados diminuiu de 104.657 em 28 de abril para 101.551 em 1º de maio.
 A Malásia registrou 57 novos casos, elevando o número total para 6.002. As autoridades de saúde da Malásia descarregaram 84 pacientes, elevando o número total de recuperações para 4.171. A Malásia registrou duas mortes, elevando o número de vítimas para 102.
 As Maldivas relataram sua primeira morte. O país registrou um total de 280 casos, a maioria entre sua força de trabalho migrante.
 A Nova Zelândia registrou três novos casos e um provável caso rescindido, elevando o total para 1.476 (1.129 confirmados e 347 prováveis). As autoridades da Nova Zelândia também registraram 12 novas recuperações, elevando o total para 1.241.
 Os Países Baixos registraram 514 casos, elevando o total para 39.316. Os holandeses registraram 84 mortes, elevando o número de mortos para 4.795.
 O Paquistão registrou 874 novos casos, elevando o total para 15.759. O Paquistão registrou um total de 4.052 recuperações. O Paquistão também registrou 19 mortes, elevando o número de mortos para 346.
 O Peru registrou 3.045 casos, elevando o número de casos para 36.976. O Peru registrou um total de 1.051 mortes.
 O Reino Unido registrou 674 mortes, elevando o número de mortes para 26.711. As autoridades inglesas registraram 391 novas mortes, elevando o número de mortes hospitalares na Inglaterra para 20.137.
 A Rússia registrou 7.099 novos casos, elevando o total para 106.498. A Rússia registrou 101 novas mortes, elevando o total para 1.073.
 Singapura registrou 528 novos casos, elevando o número total para 16.169. Outra morte foi confirmada mais tarde, elevando o total para 15.
 O Sri Lanka registrou um total de 630 casos e sete mortes.
 O Tajiquistão registrou seus primeiros 15 casos.
 A Tailândia registrou sete novos casos, elevando o número total para 2.954. Nenhuma nova morte foi relatada, com o número de mortos permanecendo em 54.
 A Turquia confirmou 2.615 novos casos, elevando o total para 120.204. A Turquia registrou 203 mortes, elevando o número de mortes para 3.174.
 A Ucrânia registrou 540 novos casos e 11 novas mortes, elevando o número total para 10.406 e 261, respectivamente; um total de 1.238 pacientes se recuperaram.
- A África Subsaariana confirmou cerca de 238,00 casos e 900 mortes.[210][216]
- O número total de recuperações atingiu 1.000.000.[210]

## Avanço da doença
| Data        | País ou território                  |
| ----------- | ----------------------------------- |
| 2 de abril  | Malauí                              |
| 3 de abril  | Ilhas Malvinas                      |
| 4 de abril  | Saara Ocidental                     |
| 5 de abril  | São Pedro e Miquelão • Sudão do Sul |
| 6 de abril  | São Tomé e Príncipe                 |
| 7 de abril  | Abecásia • Artsaque                 |
| 10 de abril | Iêmen                               |
| 11 de abril | Saba                                |
| 16 de abril | Bonaire                             |
| 30 de abril | Tajiquistão • Comores               |